# ويليام الكسندر بيرسي
ويليام الكسندر بيرسي (بالإنجليزية: William Alexander Percy)‏ هو شاعر أمريكي، ولد في 14 مايو 1885 في غرينفيل في الولايات المتحدة، وتوفي في 21 يناير 1942.